# Оксид золота(III)
Окси́д зо́лота(III) — бинарное неорганическое химическое соединение золота и кислорода с формулой Au2O3. Наиболее устойчивый оксид золота.

## Получение
Получается из гидроксида золота(III) Au2O3 · H2O обезвоживанием при нагревании. Полная потеря воды наступает при температуре около 200 °С.. Полученный таким образом оксид золота(III) аморфен. Имеет красный или красно-бурый цвет. Примесь бурого, как и в случае гидроксида золота(III), обычно связывают с присутствием небольшого количества золота(0). Монокристаллы Au2O3 были получены из аморфного оксида гидротермальным синтезом в кварцевой ампуле, заполненной на треть смесью хлорной кислоты HClO4 и перхлората щелочного металла (температура синтеза 235—275 °С, давление до 30 МПа). Полученные монокристаллы имели рубиново-красный цвет.

## Свойства
Структура кристаллического Au2O3 орторомбическая, группа Fdd2. Атомы золота имеют тетрагональную (близкую к квадратной) координацию атомами кислорода со средним расстоянием Au–O 2,02—2,03 А. Часть атомов кислорода являются мостиковыми — одни связаны с двумя атомами золота, другие с тремя.
По данным кристаллографии, плотность равна 10,38 г/см³.
Нагрев аморфного оксида золота(III) до 260—300 °С приводит к полному разложению с выделением кислорода и металлического золота, хотя разложение начинается уже при более низкой температуре: 
{\displaystyle {\ce {Au2O3 ->[260-300^oC] Au + O2}}}
Оксид золота(III) нерастворим в воде. Заметно, хотя и медленно, растворяется в растворах щелочей, образуя тетрагидроксокомплекс Au(OH)4–. Встречающиеся указания на амфотерность требуют уточнения. Поскольку золото(III) никогда не образует в растворе простых солей с катионом Au3+, а получаются только комплексные формы, то растворимость Au2O3 в некоторых кислотах обусловлена не только взаимодействием с H+, но в первую очередь именно комплексообразованием с анионом кислоты. Так, оксид золота(III) хорошо растворяется в соляной кислоте, давая HAuCl4. Умеренно растворим в азотной и серной кислотах, давая смешанные аквагидроксонитратные или аквагидроксосульфатные комплексы типа Au(OH)i(H2O)jXkz (где i + j + k = 4, X = NO3 или SO4, z = –i + kzX). Нерастворим в хлорной кислоте любой концентрации. 
Оксид золота в виде плёнки на инертной подложке испытывался для получения токопроводящих соединений («золотых дорожек») в микроэлектронике. Плёнки получали магнетронным напылением, разложение оксида до золота в нужных местах проводили при помощи лазера.